# Schmalfelder SV
Der Schmalfelder Sportverein ist ein deutscher Sportverein aus Schmalfeld. Der Verein bietet die Sportarten Badminton, Fußball, Skat, Tischtennis und Turnen. Anfang der 1990er Jahre machte die Frauenfußball-Abteilung den Verein bekannt.

## Geschichte
Der Schmalfelder SV wurde 1927 gegründet. Die Frauenfußballabteilung machte 1986 erstmals von sich reden, als die Mannschaft sowohl den schleswig-holsteinischen Pokal gewann und als beste Mannschaft aus Schleswig-Holstein an der Endrunde um die deutsche Meisterschaft teilnahm. In beiden Bundeswettbewerben war allerdings schon im Achtelfinale Endstation. In der Meisterschaft gab es zwei hohe Niederlagen gegen die SSG 09 Bergisch Gladbach, während man sich im Pokal beim KBC Duisburg mit 6:0 geschlagen geben musste. 1989 erreichte man zum zweiten Mal die Endrunde um die Meisterschaft. Wieder schied der SSV im Achtelfinale aus, diesmal gegen den TSV Siegen. Ein Jahr später war man erfolgreicher. In der Meisterschaft schaltete der SSV im Achtelfinale den TuS Niederkirchen aus, verlor aber im Viertelfinale gegen Bergisch Gladbach. Auch im DFB-Pokal erreichte der SSV das Viertelfinale. Nach einem Sieg über den SC Poppenbüttel schied man gegen den VfR 09 Saarbrücken aus.
Der SSV qualifizierte sich für die neue, zweigleisige Bundesliga. In der ersten Saison belegte die Mannschaft etwas überraschend den vierten Platz. In den folgenden Jahren wurde der Verein zu einer Fahrstuhlmannschaft. 1992 folgte der erste Abstieg, doch schon nach einem Jahr schaffte man den direkten Wiederaufstieg. Wieder hielt man sich zwei Jahre in der Bundesliga, ehe der zweite Abstieg folgte. Erneut schaffte der SSV den direkten Wiederaufstieg, verpasste jedoch die Qualifikation zur eingleisigen Bundesliga. Der SSV spielte noch ein Jahr in der Regionalliga Nord, ehe man sich freiwillig zurückzog. Nach mehreren Jahren in der Bezirksklasse, der untersten Liga in Schleswig-Holstein, schaffte der SSV 2008 den Aufstieg in die Bezirksliga.

## Erfolge
- Mitglied der Frauen-Bundesliga 1990–92, 1993–95, 1996/97
- Teilnehmer an der Endrunde zur deutschen Meisterschaft 1986, 1989, 1990
- Meister der Oberliga Nord 1993
- Schleswig-Holsteinischer Pokalsieger 1986, 1990

## Statistik
| Saison | Liga              | Platz | S  | U | N  | Tore  | Punkte | DFB-Pokal          |
| --- | ----------------- | ----- | -- | - | -- | ----- | ------ | ------------------ |
| 1986/87 | Oberliga Nord     | 9.    | 5  | 3 | 10 | 28:38 | 13:23  | nicht qualifiziert |
| 1987/88 | Oberliga Nord     | 9.    | 7  | 4 | 11 | 29:41 | 18:26  | nicht qualifiziert |
| 1988/89 | Oberliga Nord     | 3.    | 11 | 5 | 4  | 50:33 | 27:13  | nicht qualifiziert |
| 1989/90 | Oberliga Nord     | 4.    | 13 | 4 | 5  | 43:20 | 30:14  | Viertelfinale      |
| 1990/91 | Bundesliga Nord   | 4.    | 9  | 3 | 6  | 35:22 | 21:15  | Achtelfinale       |
| 1991/92 | Bundesliga Nord   | 9.    | 5  | 4 | 11 | 15:22 | 14:26  | Achtelfinale       |
| 1992/93 | Oberliga Nord     | 1.    | 15 | 4 | 3  | 44:18 | 34:10  | 2. Runde           |
| 1993/94 | Bundesliga Nord   | 7.    | 5  | 5 | 8  | 21:24 | 15:21  | nicht qualifiziert |
| 1994/95 | Bundesliga Nord   | 10.   | 1  | 4 | 13 | 6:44  | 6:30   | 1. Runde           |
| 1995/96 | Oberliga Nord     | 2.    | 15 | 5 | 2  | 49:16 | 50     | 2. Runde           |
| 1996/97 | Bundesliga Nord   | 7.    | 3  | 4 | 11 | 16:38 | 13     | Viertelfinale      |
| 1997/98 | Regionalliga Nord | 7.    | 9  | 6 | 7  | 45:36 | 33     | 1. Runde           |
| Anmerkung: Grün unterlegte Spielzeiten kennzeichnen einen Aufstieg, rot unterlegte Spielzeiten einen Abstieg. |                   |       |    |   |    |       |        |                    |

## Bekannte Spielerinnen
- Britta Carlson (31 Länderspiele), später u. a. Co-Trainerin VfL Wolfsburg, A-Nationalteam Frauen, Trainerin 1. FC Köln
- Stephanie Güldenzoph (später Holstein Kiel)
- Martina Hennen (9 Länderspiele)
- Frauke Kuhlmann (43 Länderspiele)
- Claudia von Lanken (1 Länderspiel)